# Teuflisch
Teuflisch (Originaltitel: Bedazzled) ist eine US-amerikanische Fantasy-Filmkomödie von Harold Ramis aus dem Jahr 2000, in der einem jungen Mann (Brendan Fraser) der Teufel in Gestalt einer schönen Frau (Elizabeth Hurley) begegnet. Die Komödie kann als freie Faust-Adaption interpretiert werden. Charakteristische Elemente sind der Verkauf der Seele gegen einen Vertrag, Verwandlungen des Protagonisten, die stets den Malus des Pferdefußes in sich tragen, aber auch eine Szene, bei der sich der Teufel als Lehrer über die Wissenschaft lustig macht. Der Film startete am 18. Januar 2001 in den deutschen Kinos.

## Handlung
Elliot Richards hat einen unbefriedigenden Job in einem Callcenter, keine wirklichen Freunde und ist unglücklich in seine Kollegin Alison verliebt. Nach einem weiteren gescheiterten Annäherungsversuch wünscht er sich um jeden Preis, Alison für sich gewinnen zu können. Prompt tritt in einer Bar eine attraktive Frau an ihn heran, die sich als der Teufel entpuppt. Die beiden schließen einen Vertrag: Im Austausch gegen sieben Wünsche bekommt der „Leibhaftige“ Elliots Seele.
Der beginnt augenblicklich mit seinen Wünschen, die jedoch vom Teufel torpediert werden: Als er reich und mächtig sein will, wird er zu einem kolumbianischen Drogenbaron; das Bedürfnis, der emotional sensibelste Mann der Welt zu sein, verwandelt ihn in eine feige Heulsuse, die beim Anblick eines Sonnenuntergangs sofort in Tränen ausbricht; der Wunsch nach einem athletischen Körper verleiht ihm einen winzig kleinen Penis; als er sich wünscht, ein charmanter Frauenversteher zu sein, wird er schwul. Zuletzt wünscht er sich, Präsident der Vereinigten Staaten zu sein, endet jedoch als Abraham Lincoln wenige Sekunden vor dessen Ermordung. Den brenzligen Situationen entkommt Elliot mit Hilfe eines Pagers, den er vom Teufel erhalten hat, und in den er dreimal die Sechs eingeben muss.
Nach weiteren Katastrophen und einem Gespräch mit einem geheimnisvollen Mann in einer Gefängniszelle, in die ihn der Teufel eingesperrt hat, erkennt Elliot, dass ein Pakt mit dem Teufel keine Lösung für seine Probleme ist. Als ihn der Teufel zwingen will, seinen letzten Wunsch zu äußern, benutzt er ihn für Alison. Da dies ein selbstloser Wunsch ist, wird Elliot – wie es im Artikel 147 § 9 Abschnitt 3 des Vertrages steht (im Original Artikel 667) − aus dem Vertrag entlassen. Mit neuem Selbstvertrauen ausgestattet, spricht er Alison an, die allerdings schon vergeben ist. In seiner frisch eingezogenen Nachbarin Nicole, welche Alison erstaunlich ähnlich sieht, findet er schnell die wahre Liebe. Am Ende des Films sieht man den mysteriösen Mann aus der Gefängniszelle und den Teufel in einem Park beim Schachspielen.

## Auszeichnungen
Die Deutsche Film- und Medienbewertung FBW in Wiesbaden verlieh dem Film das Prädikat „wertvoll“.
Der Film wurde 2001 in zwei Kategorien für den Hollywood Makeup Artist and Hair Stylist Guild Award nominiert.
Elizabeth Hurley wurde 2001 für den MTV Movie Award nominiert.

## Kritiken
„Hervorragend gespielt und in den Traumpassagen ebenso aufwändig wie unterhaltsam inszeniert, beschränkt sich die Rahmenhandlung lediglich auf die bestmögliche Zurschaustellung der Hauptdarstellerin.“

„Ob als Drogenboss, Frauen-Versteher, Basketball-Star oder Literat: Brendan Fraser („Die Mumie“) läuft in sieben Varianten zu Topform auf. Zweiter Trumpf ist Liz Hurley in teuflisch verführerischem Outfit. Der Spaß ist die Neuauflage der Stanley-Donen-Komödie „Bedazzled“ von 1967.“

„Der Anspruch von ‚Teuflisch‘ ist gemessen an seinem Hintergrund […] gleich null, begnügt sich Ramis doch damit, den tolpatschig Suchenden von einem Fettnäppfchen ins andere stolpern zu lassen. Zweifelhaft wäre ohnehin, ob der Stoff in heutigen Zeiten noch für mehr als ausgelassenen Schwachsinn herhalten könnte.“

„Dennoch geht Harold Ramis’ Remake von Stanley Donens ‚Mephisto ’68‘ mit Dudley Moore nicht über eine launige, fahrige Sketch-Revue hinaus. Immerhin darf sich Fraser austoben, dass kein Wunsch offen bleibt. Höllisch scharf in der Rolle der Angebeteten war damals Raquel Welch. Die Hurley sieht nun als Teufelin zwar heiß aus und schlüpft als Cheerleaderin, Krankenschwester oder Politesse auch in triviale Männerfantasien, lässt einen aber doch kalt.“

„‚Teuflisch‘ ist ein durch und durch pädagogischer Mainstreamer aus Hollywood. […] Routinier Harold Ramis (‚Und täglich grüßt das Murmeltier‘, ‚Ghostbusters‘) lässt mit ‚Teuflisch‘ das altbekannte Himmel-und-Hölle-Thema als pure Gaudi wieder fröhliche Urständ feiern.“

## Bemerkungen
- Der Film ist die Neuverfilmung des Films Mephisto ’68 (Bedazzled) von 1967 mit Dudley Moore, Peter Cook und Raquel Welch.
- Der Teufel nennt seine beiden Hunde Dudley und Peter, was als Anspielung auf Mephisto ’68 gesehen werden kann.
- Der Teufel erklärt, dass er seinen Job am 16. November seit 6000 Jahren macht. Dies bezieht sich auf die Lehren des Erzbischofs James Ussher, der im 17. Jahrhundert „berechnete“, dass die Welt am 23. Oktober 4004 v. Chr. geschaffen worden sei.
- Obwohl dies im Film nie explizit gesagt wird, deutet das Auftreten des geheimnisvollen Zellengenossen – und die Tatsache, dass er mit dem Teufel Schach spielt – darauf hin, dass es sich bei ihm um einen Engel handelt oder sogar um Gott selbst.
- Die Nummer des Pagers weist auf die Zahl 666 hin, die das Zeichen des Teufels ist.
- Der Wagen des Teufels ist ein Lamborghini Diablo.
- Die Mathematikhausaufgabe, die der Teufel von der Tafel abwischt, ist, den Großen Fermatschen Satz zu beweisen.
- Der Wunsch, ein Rockstar zu sein, wurde in der Finalversion des Filmes nicht implementiert. Somit „fehlt“ ein Wunsch. Kaschiert wird das durch den Hinweis des Teufels auf den „erfüllten“ Wunsch bezüglich des Burgers und einer Coke von McDonald’s. Dieser wurde jedoch unmittelbar beim ersten Treffen erfüllt und somit vor der Vertragsunterzeichnung. Des Weiteren sagt der Teufel, während er den frisch unterzeichneten Vertrag ablegt, dass es jetzt starten würde. Die Szene des Rockstarlebens ist in den zusätzlichen Inhalten der DVD präsentiert.